# Live from Dakota
| Críticas profissionais | Críticas profissionais |
| Avaliações da crítica  | Avaliações da crítica  |
| Fonte                  | Avaliação              |
| ---------------------- | ---------------------- |
| Allmusic               | link                   |
| PopMatters             | link                   |
| MusicOMH.com           | link                   |

Live From Dakota é o primeiro álbum ao vivo da banda de rock galesa Stereophonics. Lançado em 3 de abril de 2006 no Reino Unido e 18 de abril de 2006 nos Estados Unidos.

## Faixas

### Disco 1
1. "Superman" – 5:02
2. "Doorman" – 4:01
3. "A Thousand Trees" – 3:25
4. "Devil" – 4:46
5. "Mr. Writer" – 5:31
6. "Pedalpusher" – 3:20
7. "Deadhead" – 3:16
8. "Maybe Tomorrow" – 4:24
9. "The Bartender and the Thief" – 3:49
10. "Local Boy in the Photograph" – 4:03

### Disco 2
1. "Hurry Up and Wait" – 5:12
2. "Madame Helga" – 3:50
3. "Vegas Two Times" – 3:54
4. "Carrot Cake and Wine" – 4:48
5. "I'm Alright (You Gotta Go There to Come Back)" – 5:11
6. "Jayne" – 4:08
7. "Too Many Sandwiches" – 6:31
8. "Traffic" – 5:07
9. "Just Looking" – 5:18
10. "Dakota" – 6:26